# Kriegerdenkmal Benzingerode

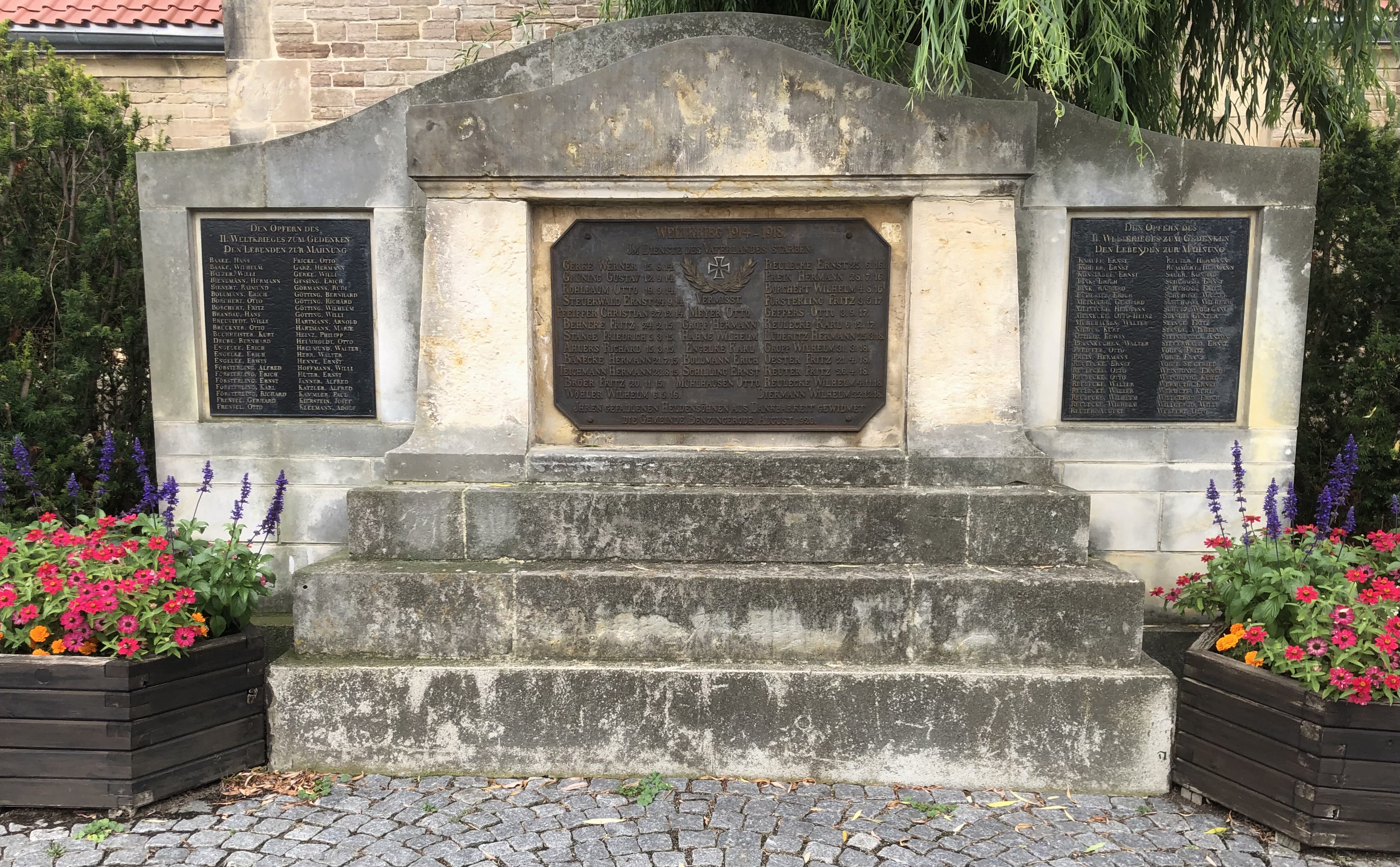
Kriegerdenkmal für die Gefallenen des Ersten Weltkriegs, 2021

Das Kriegerdenkmal Benzingerode ist ein Kriegerdenkmal in Benzingerode in Sachsen-Anhalt.

## Lage
Das Denkmal befindet sich im Zentrum des Wernigeröder Ortsteils Benzingerode auf dem Platz Plan, an der südöstlichen Ecke der Dorfkirche Benzingerode.

## Gestaltung und Geschichte
Das Kriegerdenkmal wurde im August 1920 zum Gedenken an die im Ersten Weltkrieg Gefallenen und Vermissten aus Benzingerode errichtet. Es besteht aus einer Gedenkwand aus Sandstein deren oberer Abschluss geschwungen ist. In der Mitte, über drei hohe Stufen erreichbar, befindet sich eine gusseiserne Gedenktafel, auf der die Namen der Gefallenen und Vermissten des Ersten Weltkrieges verzeichnet sind. Die Tafel wird von Pilastern gerahmt, auf denen ein geschwungener Giebel thront. Links und rechts dieser Tafel wurde später jeweils eine weitere Tafel mit den Namen der insgesamt 92 Opfer des Zweiten Weltkriegs angebracht.
Die mittlere Tafel ist überschrieben mit:
Darunter befinden sich in drei Spalten die Familiennamen und Vornamen mit dem jeweiligen Sterbedatum der 24 Gefallenen und sieben Vermissten. Die mittlere Spalte trägt in ihrem oberen Teil eine umkränzte Darstellung des Eisernen Kreuzes. Darunter befinden sich die Namen der Vermissten.
| GERKE WERNER 15.8.14.        |                          | REULECKE ERNST 25.6.16.    |
| GRÜNING GUSTAV 12.9.14.      | PREIN HERMANN 28.7.16.   |                            |
| KOHLBAUM OTTO 19.9.14.       | BORCHERT WILHELM 4.8.16. |                            |
| STEUERWALD ERNST 24.9.14.    | VERMISST.                | FÖRSTERLING FRITZ 3.5.17.  |
| PFEIFFER CHRISTIAN 27.12.14. | MEYER OTTO               | GEFFERS OTTO 3.9.17.       |
| BEHNEKE FRITZ 24.2.15.       | GROPP HERMANN            | REULECKE KARL 6.12.17.     |
| STANGE FRIEDRICH 5.3.15.     | HAHNE WILHELM            | LÜDERITZ HERMANN 25.3.18.  |
| AHLERS RICHARD 15.3.15.      | ENGELKE KARL             | GROPP WILHELM 31.3.18.     |
| BÄNECKE HERMANN 21.7.15.     | BOLLMANN ERICH           | OESTER FRITZ 21.4.18       |
| TEICHMANN HERMANN 23.8.15.   | SCHILLING ERNST          | REUTER FRITZ 26.4.18.      |
| BRÖER FRITZ 20.11.15.        | MÜHLHAUSEN OTTO          | REULECKE WILHELM 4.11.18.  |
| WÖHLER WILHELM 6.5.16.       |                          | DIEKMANN WILHELM 22.12.18. |

Darunter befindet sich die Inschrift:
Die Tafel auf der linken Seite trägt die Inschrift:
Darunter sind in zwei Spalten die Namen der Gefallenen des Zweiten Weltkriegs in alphabetischer Reihenfolge aufgeführt:
| BAAKE, HANS          | FRICKE, OTTO      |
| BAAKE, WILHELM       | GARZ, HERMANN     |
| BALZER, WILLI        | GERKE, WILLI      |
| BIENEMANN, HERMANN   | GESSING, ERICH    |
| BIENERT, RAIMUND     | GÖRMANNS, RUDI    |
| BOLLMANN, ERICH      | GÖTTING, BERNHARD |
| BORCHERT, OTTO       | GÖTTING, RICHARD  |
| BORCHERT, FRITZ      | GÖTTING, WILHELM  |
| BRANDAU, HANS        | GÖTTING, WILLI    |
| BREUSTEDT, WILLI     | HARTMANN, ARNOLD  |
| BRÜCKNER, OTTO       | HARTMANN, MARIE   |
| BUCHHEISTER, KURT    | HEINZ, PHILIPP    |
| DRUBE, BERNHARD      | HELMHOLDT, OTTO   |
| ENGELKE, ERICH       | HELLMUND, WALTER  |
| ENGELKE, ERICH       | HERR, WALTER      |
| ENGELKE, ERWIN       | HENNE, ERNST      |
| FÖRSTERLING, ALFRED  | HOFFMANN, WILI    |
| FÖRSTERLING, ERICH   | HUTER, ERNST      |
| FÖRSTERLING, ERNST   | JANNER, ALFRED    |
| FÖRSTERLING, KARL    | KATZLER, ALFRED   |
| FÖRSTERLING, RICHARD | KAMMLER, PAUL     |
| FRENSEL, GERHARD     | KIERSTEIN, JOSEF  |
| FRENSEL, OTTO        | KLEEMANN, ADOLF   |

Die Tafel auf der rechten Seite trägt die Inschrift:
| KNAUFF, ERNST        | REUTER, HERMANN    |
| KÖHLER, ERNST        | RUMMERT, HERMANN   |
| KONSTABEL, ERNST     | SAUER, KONRAD      |
| LINK, ERICH          | SCHUHOSE, ERNST    |
| LINK, RICHARD        | SCHUHOSE, FRITZ    |
| LÜDERITZ, ERICH      | SCHUHOSE, WALTER   |
| MEINECKE, GERHARD    | SCHUHOSE, WILHELM  |
| MEINECKE, HERMANN    | SCHULZ, WOLFGANG   |
| MEINECKE, OTTO-HEINZ | STANGE, GÜNTER     |
| MÜHLHAUSEN, WALTER   | STANGE, FRITZ      |
| NIEHUS, KURT         | STANGE, WILHELM    |
| OTTILIE, EDWIN       | STEINBINDER, ANTON |
| PFANNKUCHEN, WALTER  | STEUERWALD, ERNST  |
| PFEIFFER, OTTO       | VOGES, FRITZ       |
| PREIN, HERMANN       | VOIGT, FRANZ       |
| REULECKE, ERNST      | VOIGT, SIEGFRIED   |
| REULECKE, OTTO       | WEINHONIG, ERNST   |
| REULECKE, OTTO       | WEINHONIG, KURT    |
| REULECKE, WALTER     | WERMUTH, ERNST     |
| REULECKE, WALTER     | WERMUTH, KURT      |
| REULECKE, WILHELM    | WILLGEROD, ERICH   |
| REULECKE, WILHELM    | WILLGEROD, WILLI   |
| REUTER, AUGUST       | WULFERT, OTTO      |